# Coelorinchus dorsalis
Coelorinchus dorsalis är en fiskart som beskrevs av Gilbert och Carl Leavitt Hubbs 1920. Coelorinchus dorsalis ingår i släktet Coelorinchus och familjen skolästfiskar. IUCN kategoriserar arten globalt som otillräckligt studerad. Inga underarter finns listade i Catalogue of Life.